# 霍赫比爾山
47°22′16″N 8°24′24″E / 47.37115°N 8.40665°E

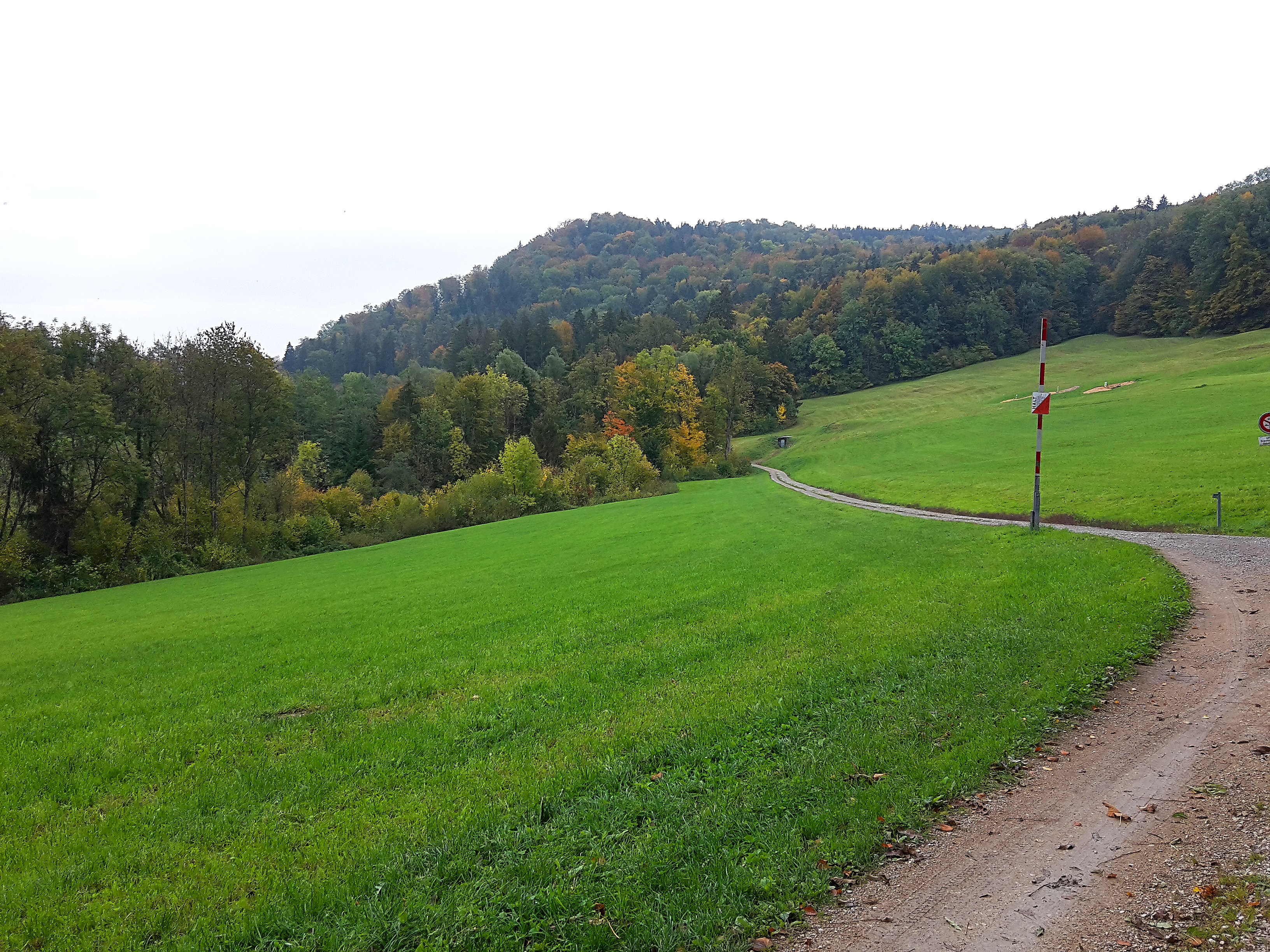

霍赫比爾山（Hohbüel），是瑞士的山峰，位於該國北部，由蘇黎世州負責管轄，處於烏多夫，該山峰海拔高度587米，泥灰岩山體在托爾頓期形成。